# Cremocarpon trichanthum
Cremocarpon trichanthum är en måreväxtart som först beskrevs av John Gilbert Baker, och fick sitt nu gällande namn av Cornelis Eliza Bertus Bremekamp. Cremocarpon trichanthum ingår i släktet Cremocarpon och familjen måreväxter. Inga underarter finns listade i Catalogue of Life.